# Gila intermedia
Gila intermedia é uma espécie de Actinopterygii da família Cyprinidae.
Pode ser encontrada nos seguintes países: México e o Estados Unidos da América.